# Méteren
Méteren är en kommun i departementet Nord i regionen Hauts-de-France i norra Frankrike. Kommunen ligger i kantonen Bailleul-Sud-Ouest som tillhör arrondissementet Dunkerque. År 2022 hade Méteren 2 230 invånare.

## Befolkningsutveckling
Antalet invånare i kommunen Méteren
| Referens: INSEE |